# Corporació Catalana de Mitjans Audiovisuals
La Corporació Catalana de Mitjans Audiovisuals (CCMA) (en français : « corporation catalane des médias audiovisuels ») est un organisme dépendant de la Généralité de Catalogne chargé de la production et de la diffusion des produits audiovisuels dans le cadre de la normalisation linguistique et culturelle de la Catalogne.

## Histoire
La CCMA, crée le 30 mai 1983, a succédé à la CCRTV le 11 octobre 2007 (Corporació Catalana de Ràdio i Televisió, en français : « corporation catalane de radio et télévision »), en vertu de la loi 11/2007.
Elle est par ailleurs membre de la Fédération des organismes de radio et de télévision des autonomies (FORTA).